# Dargala Windé
Dargala Windé (ou Dargala Windé Garré) est une localité du Cameroun située dans l'arrondissement de Dargala, le département du Diamaré et la région de l’Extrême-Nord. Elle fait partie du canton de Dargala Rural. Le mot dargala signifie en arabe « lieux de mil », témoignant des bonnes récoltes des premières familles installées.

## Localisation
Le réseau routier est très peu développé ce qui peut poser un problème, surtout en saison des pluies. Les déplacements sont surtout l'occasion de s'échanger des denrées agricoles. 

## Population
En 1975, la localité comptait 283 habitants, dont 149 Peuls et 134 Toupouri.
Lors du recensement de 2005, on y a dénombré 414 personnes, dont 186 hommes et 228 femmes

## Religion
Au sein de l'arrondissement de Darlaga, le village est dominé par l'islam. Une partie de la population est chrétienne (catholique ou protestante). Le culte de l'animisme est très faiblement représenté dans cette région.

## Économie
La principale activité économique de la région de Dargala est l'agriculture : elle mobilise près des trois quarts de la population active de la région.

## Climat
Le climat du canton est de type tropical sec, aux pluies mal réparties ce qui rend incertaines les récoltes vivrières.  L'aridité du climat contraint également la qualité des sols et les formes de vie se font rares.